# Pneurail

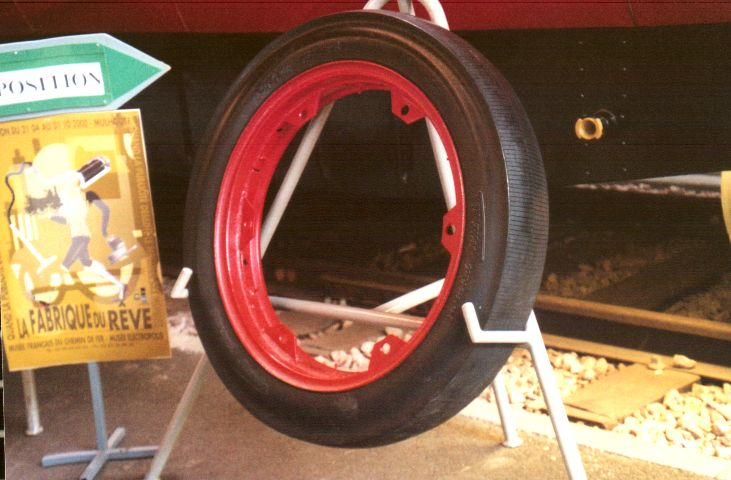
Un pneurail Micheline expuesto en la Cité du train de Mulhouse

El pneurail (nombre francés) es un neumático concebido para rodar sobre vías férreas.
Es una invención que data de los años 1930 gracias a André Michelin, que consiste en la aplicación de la tecnología neumática a transportes ferroviarios.
El pneurail es la asociación de una llanta especial, que asegura el guiado de la rueda a lo largo de los rieles, una rueda ferroviaria normal, y de un neumático que rueda sobre el hongo del riel.
El neumático aporta una adherencia superior que las ruedas metálicas habituales, mayor comodidad gracias a la estabilidad del neumático y una marcha más suave, esta elasticidad es a costa de un esfuerzo de tracción superior necesario para empezar a mover el vehículo, en situaciones normales el pneurail puede rodar sobre una vía férrea convencional.
Al contrario del pneurail, un metro de neumáticos requiere de una vía especial, utilizando pistas de rodamiento para el soporte del peso del vehículo, además de barras laterales destinadas a guiar el camino del tren, conservando un riel de seguridad similar a un riel férreo convencional, que tiene la función de guiar al tren en caso de un pinchazo de neumáticos, por medio de ruedas férreas adicionales a los neumáticos acoplados al vehículo, además de ser utilizadas para ser guiados durante los cambios de vía.
Las principales dificultades para el pneurail viene de lo estrecho de la superficie de rodamiento ofrecida por el hongo del riel, entre 60 y 62 mm, y de las técnicas de fabricación de neumáticos de la época, esto limitaba considerablemente el peso admitido por el vehículo, mientras que un vehículo de pasajeros de la SNCF con bogies equipados de ruedas metálicas convencionales permitía un peso de 17 toneladas por eje (8.5 toneladas por rueda), la última tecnología en pneurail no permitía más de 2 toneladas por rueda, estos inconvenientes llevaron a aumentar el número de ejes, reforzar la banda de rodamiento del neumático, y a utilizar para la construcción de los vehículos materiales ligeros como el aluminio.
- Datos: Q3392865